# 겨울의 생시메옹 농장 앞길
겨울의 생시메옹 농장 앞길은 프랑스 인상파 화가 클로드 모네의 1867년 유화 작품이다. 제목에서 알 수 있듯 시골의 설경을 그린 작품으로, 헛간 앞의 눈 덮인 도로와 그 위의 마차가 지나간 흔적, 여러 발자국을 묘사하고 있다.
1867년 겨울 클로드 모네가 그린 설경화 4점 중 하나로 모네의 대표 초기작으로 꼽힌다. 같은 주제로 그려진 작품으로 《농장으로 가는 길, 생시메옹, 옹플뢰르》, 《겨울의 생시메옹 농장 근처 도로》, 《옹플뢰르의 눈길을 지나는 마차》 등이 있다.

## 연작
- 겨울의 생시메옹 농장 근처 도로
- 옹플뢰르의 눈길

## 같이 보기
- 클로드 모네의 작품 목록